# Tomopteris
Tomopteris (paraula neollatina d'origen grec que significa «un tall» + «ala», però presa com a «aleta») és un gènere de poliquets planctònics marins. Totes les espècies descrites són conegudes com a holopelàgiques, el que significa que passen els seus cicles de vida a la columna d'aigua.
Edmund Newton Harvey havia notat la bioluminescència groga inusual que produïen els parapodis. Hi ha molt pocs animals marins coneguts que exhibeixen luminescència groga. Moltes espècies de plàncton són conegudes per mostrar aquesta propietat de bioluminiscencia. Els mecanismes d'aquest procés no són ben entesos; només se sap que no utilitzen cap de les luciferines conegudes actualment. Si es molesta, se sap que algunes espècies alliberen partícules bioluminiscents dels seus parapodis, tot i que possiblement totes les espècies de Tomopteris ho facin. Es pensa amb això es pot distreure als depredadors, anàlegs als chaff que dispensen d'avions militars durant maniobres evasives.
En general, creixen a només uns pocs centímetres de longitud total (de 20 a 40 mil·límetres de longitud total), tot i que probablement reflecteixi la mida dels que són susceptibles de ser capturats en xarxes d'arrossegament.

## Taxonomia
- Tomopteris catharina
- Tomopteris cavalli
- Tomopteris elegns Chun, 1888
- Tomopteris helgolandica
- Tomopteris nisseni
- Tomopteris pacifica
- Tomopteris planctonis
- Tomopteris renata
- Tomopteris septentrionalis